# Bergshammars församling
Bergshammars församling var en församling i Strängnäs stift och i Nyköpings kommun i Södermanlands län. Församlingen uppgick 2006 i Kiladalens församling.

## Administrativ historik
Församlingen har medeltida ursprung. 
Församlingen var till 1962 annexförsamling i pastoratet Tuna och Bergshammar som även omfattade Tunabergs församling i perioden 1538 till slutet av 1580-talet samt mellan 1626 och 1 maj 1920. Från 1962 till 1 oktober 1976 var den annexförsamling i pastoratet Lunda, Tuna, Berghammar och Kila för att därefter till 2006 vara annexförsamling i pastoratet Tuna, Bergshammar, Lunda och Kila. Församlingen uppgick 2006 i Kiladalens församling.

## Klockare och organister
| Ämbetstid | Namn                     | Levnadstid | Övrigt                |
| --------- | ------------------------ | ---------- | --------------------- |
| 1724-1754 | Erik Jonsson Holmberg    |            | Klockare              |
| 1754-1794 | Lars Persson Wahlberg    | 1717-      | Klockare              |
| 1794-1814 | Nils Andersson Lundström | 1758-1814  | Klockare              |
| 1816-1859 | Johan Lindqvist          | 1778-      | Klockare              |
| 1860-1870 | August Wilhelm Nilsson   | 1839-      | Organist och klockare |

## Kyrkor
- Bergshammars kyrka